# Острови Чичагова
Острови́ Чича́гова (рос. Острова Чичагова) — група островів в Північному Льодовитому океані, у складі архіпелагу Земля Франца-Йосифа. Адміністративно належать до Приморського району Архангельської області Росії.

## Географія
Острови знаходяться в північній частині архіпелагу, входять до складу Землі Зичі. Розташовані біля західних берегів острова Карла-Александра, навпроти мису Фельдера.
Складаються з 2 невеликих островів, які не вкриті льодом. Рельєф рівнинний, по островах знаходяться кам'янисті розсипи.

## Історія
Острови названі на честь дослідника Арктики Павла Чичагова, сина адмірала російського флоту Василя Чичагова.